# Memoriał Mariana Rosego 1985
Memoriał Mariana Rosego 1985 – 12. edycja turnieju żużlowego, który miał na celu upamiętnienie polskiego żużlowca Mariana Rosego, który zginął tragicznie w 1970 roku, odbyła się 16 czerwca 1985 roku w Toruniu. Turniej wygrał Wojciech Żabiałowicz.

## Wyniki
- Toruń, 16 czerwca 1985
- Sędzia: Irena Nadolna

| Msc. | Zawodnik             | Klub         | Pkt |             |  |
| ---- | -------------------- | ------------ | --- | ----------- |  |
| 1    | Wojciech Żabiałowicz | Toruń        | 15  | (3,3,3,3,3) |  |
| 2    | Tommy Lindgren       | Szwecja      | 14  | (2,3,3,3,3) |  |
| 3    | Antal Kócsó          | Węgry        | 12  | (2,3,2,2,3) |  |
| 4    | Jan Woźnicki         | Toruń        | 11  | (3,2,1,3,2) |  |
| 5    | Juha Moksunen        | Finlandia    | 11  | (1,2,3,3,2) |  |
| 6    | Grzegorz Śniegowski  | Toruń        | 9   | (1,1,2,2,3) |  |
| 7    | Leon Kujawski        | Gniezno      | 9   | (3,1,1,2,2) |  |
| 8    | Tadeusz Wiśniewski   | Toruń        | 6   | (3,3,0,0,0) |  |
| 9    | Marek Ziarnik        | Bydgoszcz    | 6   | (0,1,3,2,0) |  |
| 10   | Stanisław Miedziński | Toruń        | 6   | (2,1,2,1,0) |  |
| 11   | Oskar Uwe Berg       | Szwecja      | 5   | (1,0,2,1,1) |  |
| 12   | Marek Makowski       | Grudziądz    | 5   | (0,2,1,1,1) |  |
| 13   | János Tokács         | Węgry        | 4   | (2,0,1,0,1) |  |
| 14   | Jacek Brucheiser     | Ostrów Wlkp. | 3   | (0,2,0,1,0) |  |
| 15   | Stanko Todorow       | Bułgaria     | 2   | (0,0,0,0,2) |  |
| 16   | Georgij Nanczew      | Bułgaria     | 2   | (1,0,0,0,1) |  |

Bieg po biegu
1. [67,20] Żabiałowicz, Lindgren, Śniegowski, Ziarnik
2. [68,70] Kujawski, Miedziński, Berg, Makowski
3. [69,10] Wiśniewski, Tokács, Nanczew, Brucheiser
4. [69,00] Woźnicki, Kócsó, Moksunen, Todorow
5. [67,70] Żabiałowicz, Moksunen, Miedziński, Tokács
6. [69,90] Wiśniewski, Makowski, Ziarnik, Todorow
7. [68,60] Lindgren, Woźnicki, Kujawski, Nanczew
8. [69,00] Kócsó, Brucheiser, Śniegowski, Berg
9. [68,40] Żabiałowicz, Kócsó, Makowski, Nanczew
10. [69,50] Ziarnik, Miedziński, Woźnicki, Brucheiser
11. [69,30] Lindgren, Berg, Tokács, Todorow
12. [69,20] Moksunen, Śniegowski, Kujawski, Wiśniewski
13. [67,30] Żabiałowicz, Kujawski, Brucheiser, Todorow
14. [69,40] Moksunen, Ziarnik, Berg, Nanczew
15. [69,90] Lindgren, Kócsó, Miedziński, Wiśniewski
16. [70,00] Woźnicki, Śniegowski, Makowski, Tokács
17. [68,30] Żabiałowicz, Woźnicki, Berg, Wiśniewski
18. [69,90] Kócsó, Kujawski, Tokács, Ziarnik
19. [69,80] Lindgren, Moksunen, Makowski, Brucheiser
20. Śniegowski, Todorow, Nanczew, Miedziński